# Episodi di Quelli dell'intervallo in vacanza
Questa è una lista degli episodi della mini-serie Quelli dell'intervallo in vacanza.
| nº | Titolo               | Prima TV Italia  |
| -- | -------------------- | ---------------- |
| 1  | Padre e figlio       | 22 dicembre 2008 |
| 2  | Convivenza difficile | 23 dicembre 2008 |
| 3  | Non l'avevo previsto | 24 dicembre 2008 |
| 4  | Una gita nel bosco   | 25 dicembre 2008 |
| 5  | Tutti per uno        | 26 dicembre 2008 |

## Padre e figlio
I ragazzi arrivano al villaggio: nell'assegnare le camere Tinelli è costretto a dormire con il padre, mentre tutti gli altri possono dormire tra di loro. La mattina, in spiaggia, Enzo, il padre di Tinelli, gioca con gli amici del figlio, escludendo e mettendo in imbarazzo quest'ultimo.
Tinelli va su tutte le furie, e così Jaky consiglia a Tinelli di parlare con il padre. E così, padre e figlio fanno pace.
Intanto, Valentina si diverte a prendere in giro Tinelli.
L'episodio si chiude con in ragazzi che osservano spaventati l'arrivo della Martinelli.

## Convivenza difficile
Mafy è stanca del disordine che regna in stanza per colpa di Valentina e decide di andarsene.
La reception la manda a dormire con la Martinelli, la quale (che si è messa d'accordo con DJ e Bella) le elenca una serie infinita di regole da rispettare facendo capire a Mafy che ha esagerato con Valentina e facendola scappare.
Alla fine Mafy decide che è meglio tornare con Valentina, e scopre che anche Valentina si è resa conto di avere sbagliato e ha riordinato la stanza, e così le due fanno pace. Intanto, Enzo Tinelli, cerca di prendere un gelato più grande di quello dello Smilzo, senza successo.

## Non l'avevo previsto
Jaky si innamora di una ragazza ma per timidezza non riesce a parlare con lei.
Allora le canta una canzone, ma scopre che lei poi partirà il giorno dopo e promette di non dimenticarla.

## Una gita nel bosco
Il gruppo fa una gita nel bosco: Valentina si stanca e resta indietro con Tinelli.
Mentre sono insieme Valentina confessa a Tinelli di essere attratta da lui, ma il ragazzo si addormenta e non sente niente.

## Tutti per uno
Nico propone di tirare un gavettone alla Martinelli poiché è l'ultimo giorno di vacanza.
Lo scherzo fallisce e a essere incolpato è Jaky, ma gli altri decidono di ammettere le loro colpe e così tutti sono costretti a lavorare per il villaggio.